# Ендемія
Ця стаття про термін епідеміології. Див. також термін екології «Ендемік».
Ендемія — термін епідеміології, який означає постійне існування на якій-небудь території певного, частіше всього, інфекційного захворювання. Інфекційна хвороба є ендемічною (грец. en — «в»/«в межах» + demos  — «люди») в популяції, коли ця хвороба постійно підтримується в цій популяції без потреби в зовнішніх джерелах. Наприклад, вітряна віспа є ендемічною у багатьох європейських країнах, але малярія — ні. Щороку реєструють кілька десятків випадків малярії у Європі, але вони не приводять до виникнення постійно підтриманого захворювання завдяки відсутності у великій кількості відповідного переносника — комарів роду Anopheles і малої кількості осередків інфекції — хворих на малярію людей.
Щоб інфекційна хвороба була ендемічною, у середньому кожна людина, хвора на неї, повинна передати її до однієї іншої людини. Припускаючи цілком сприйнятливу популяцію, це означає, що базове число репродукції (R0) інфекційної хвороби повинне дорівнювати 1. Якщо у популяції деякі індивіди мають імунітет, базове число репродукції помножене на пропорцію сприйнятливих індивідуумів в населенні (S) повинне дорівнювати 1.
Для хвороби, що знаходитися в стійкому ендемічному стані, інфекційна хвороба ні відмирає, ні поширюється, або:
{\displaystyle \ {R_{0}}\times {S}={1}}
Інфекційна хвороба, яка починається як епідемія, кінець кінцем або відімре (з теоретичною можливістю циклічного відродження), або досягне стійкого ендемічного стану, залежно від цілого ряду факторів, зокрема вірулентності хвороби та її методу передачі.
Якщо хвороба знаходиться у стійкому ендемічному стані в популяції, відношення приведене вище дозволяє оцініть R0 цієї хвороби, важливий параметр для математичного моделювання епідемії.
Слід відмітити, що коли кажуть, що ВІЛ-інфекція є «ендемічною» в Африці, це використання слова в його розмовній формі (тобто означає лише те, що захворювання спочатку знайдене на цьому континенті). Число випадків ВІЛ-інфекції в Африці все ще зростає, тому хвороба не знаходиться в стійкому ендемічному стані. Правильніше називати поширення ВІЛ-інфекції в Африці епідемією.